# Wicca alexandriana
La wicca, che più raramente viene anche definita come "antica religione", è un nuovo movimento religioso afferente ai fenomeni cosiddetti di "neopaganesimo".
La wicca alexandriana (anche detta alexandrina, alessandriana, o alessandrina) è una tradizione della religione wicca, fondata negli anni sessanta in Inghilterra da Alex Sanders e dalla moglie Maxine Morris. Presenta molti elementi comuni con la wicca gardneriana, la tradizione originaria resa pubblica da Gerald Gardner negli anni cinquanta, insieme alla quale è una delle forme più diffuse della wicca.
È considerata una delle tradizioni "ortodosse" della wicca, sebbene in questa religione o percorso spirituale non esista un'ortodossia, ma soltanto un'ortoprassi.
Il nome tradizione alexandriana è generalmente ricondotto sia al nome del fondatore che alla Biblioteca di Alessandria, uno dei più maggiori centri culturali del mondo antico,. Il nome fu usato per la prima volta da Stewart Farrar, uno dei primi iniziati di Sanders, nel suo libro What Witches Do.
La wicca alexandriana è praticata soprattutto in America settentrionale, particolarmente negli Stati Uniti e in Canada. Secondo l'Enciclopedia Mystica, scarsa è invece la diffusione in Gran Bretagna, dove prevale la wicca gardneriana, anche a causa della pubblicità negativa derivante dalla figura eccentrica e controversa dello stesso Sanders. Nel 1980 quasi nessuna delle coven alexandriane statunitensi aveva contatti diretti con lui. Differente la situazione in Canada, dove i gruppi alexandriani riuscirono a organizzarsi stabilmente prima della diffusione di notizie negative sul fondatore.

## Dottrina
La wicca alexandriana è fondamentalmente basata su quella gardneriana, alla quale Sanders fu iniziato come membro di primo grado e da cui originariamente non si distingueva in modo particolare. Sanders, però, nella sua opera di diffusione della wicca, le impresse una forte propensione al proselitismo, riuscendo in poco tempo a iniziare centinaia di persone, tra cui la sua futura moglie Maxine, un'ex cattolica.
Proprio il proselitismo era stata la ragione della rottura tra Gardner e alcuni dei suoi iniziati eccellenti, tra cui Doreen Valiente. Accadde alla tradizione alexandriana ciò che la Valiente volle evitare a quella gardneriana: progressivamente essa affievolì il carattere misterico-iniziatico. Gli alexandriani furono i primi a mostrare in pubblico alcuni rituali, dando così avvio nella wicca alla distinzione tra una componente essoterica e una misterico-iniziatica-esoterica, riservata all'interno delle coven.
La tradizione alexandriana divenne anche più eclettica e aperta alle innovazioni e all'assimilazione di elementi di altre tradizioni ed estranei alla wicca. In particolare si possono individuare influenze della Cabala tradizionale, dell'ermetismo, nonché una centralità più prominente della magia cerimoniale e in particolare di quella di tradizione enochiana, oltre che ovviamente insegnamenti dello stesso Sanders.
La tradizione alexandriana, come avviene per ogni tradizione wiccan, ha una versione propria del Libro delle Ombre. Nel rito di evocazione dei guardiani degli elementi e dei punti cardinali, forze cosmiche considerate in grado di catalizzare l'energia del cosmo, gli alexandriani identificano queste entità con i dieci sephirot della Cabala, emanazioni dell'ordine cosmico della Dea.
Lo storico Ronald Hutton ha notato che in Gran Bretagna la distinzione tra gardneriani e alexandriani è divenuta meno netta nei primi anni del XXI secolo e che parecchi iniziati a entrambe le tradizioni hanno riconosciuto l'iniziazione a una tradizione come garanzia per l'accesso all'altra. Vivianne Crowley, iniziata al terzo grado di entrambe le tradizioni, organizza seminari per l'insegnamento parallelo delle due tradizioni. A proposito delle differenze, ritiene che «Gli alexandriani vengono preparati meglio, ma i gardneriani fanno molta più guarigione spirituale e pare che si divertano di più!». In uno dei suoi testi principali, ha evidenziato che, delle due tra le principali fonti della wicca, la magia popolare e la magia cerimoniale, i gardneriani sono più propensi verso la prima, mentre gli alexandriani sono più propensi verso la seconda. Inoltre ha sottolineato come in America la tradizione gardneriana si sia sviluppata in modo molto più formale rispetto a quella britannica ed europea.
Negli Stati Uniti la sacerdotessa alexandriana Mary Nesnick ha fondato una nuova tradizione, l'Algardismo, che si propone l'unificazione degli insegnamenti gardneriani e alexandriani. Janet Owen, moglie di Stewart Farrar, che si definiva un alexandriano riformato, non si considera alexandriana almeno dal 1999. Parallelamente sono comparse due nuove tradizioni della wicca di ispirazione alexandriana: la Wicca della Stella Blu e l'Odisseanesimo.

### Teologia ed etica
La tradizione alexandriana, in accordo con la discendenza diretta da quella gardneriana e in analogia ad altre tradizioni wiccan, presenta una teologia e una cosmologia improntate sul dualismo dei principi cosmici rappresentati dalla Dea, una e triplice Madre Natura dell'universo e dell'esistente, e del Dio, suo consorte. Dalla loro eterna contrapposizione scaturiscono il cosmo, l'esistenza di tutti gli esseri e i cicli della natura che stanno alla base della formazione e distruzione, dell'accorparsi e dismembrarsi, dello scontro di diversità, dal quale conseguono l'evoluzione o l'involuzione dell'esistente. Anche l'etica alexandriana è basata sul Rede, come quella dell'intero movimento wiccan.

## Organizzazione
Nella tradizione alexandriana, in accordo con la natura universalistica della wicca e in analogia ad altre tradizioni, l'iniziazione è di principio aperta a tutti coloro che ne fanno richiesta. Come nella tradizione gardneriana, sono presenti tre gradi di iniziazione o livelli iniziatici, comunemente indicati come primo, secondo e terzo grado, distinti dal livello di formazione.
Solo i membri di secondo e terzo grado, designati con il titolo di alti sacerdoti, possono formare nuovi iniziandi e solo quelli di terzo grado possono fondare nuove coven. Alcune coven alexandriane hanno istituito un livello di pre-iniziazione, chiamato neofita o dedicante, che non comporta però l'ammissione alle cerimonie rituali né l'appartenenza effettiva alla coven.